# Thomas Willwacher
Thomas Hans Willwacher (né le 12 avril 1983 à Fribourg-en-Brisgau) est un mathématicien et physicien théoricien allemand, professeur à l'Institut des mathématiques de l'École polytechnique fédérale de Zurich.

## Biographie
Thomas Willwacher obtient un Ph.D. à l'École polytechnique fédérale de Zurich (EPFZ) en 2009 sous la supervision de Giovanni Felder avec un thèse intitulée Cyclic Formality. De 2007 à 2010, il est assistant au département de mathématiques de l'EPFZ ; il est ensuite de 2010 à 2013 boursier junior de la Harvard Society of Fellows et en même temps, de 2012 à 2013, postdoc à l'EPFZ. De 2013 à 2016, il est professeur assistant en mathématiques pures à l'Université de Zurich et, depuis 2016, professeur associé de mathématiques à l'Université de Zurich.

## Recherche
Ses thèmes de recherche sont notamment l'algèbre homologique, les opérades, les interactions des mathématiques et de la physique, en particulier la théorie quantique des champs, la quantification par déformation, les complexes de graphes de Kontsevitch.
Parmi les résultats remarquables de Willwacher il y a la preuve de la conjecture de formalité cyclique de Maxime Kontsevitch et la démonstration que l'algèbre de Lie de Grothendieck–Teichmüller est isomorphe à la cohomologie de degré zéro du complexe de graphes de Kontsevitch.

## Prix et distinctions
En 2012, Willwacher obtient le prix André-Lichnerowicz pour la géométrie de Poisson.
En juillet 2016, Willwacher reçoit le prix de la Société mathématique européenne « pour ses recherches remarquables et importantes dans une variété de domaines mathématiques : algèbre homotopique, géométrie, topologie et physique mathématique, y compris les résultats profonds liés au théorème de formalité de Kontsevitch et la relation entre le complexe de graphes de Kontsevitch et l'algèbre de Lie de Grothendieck-Teichmüller »,,.

## Publications (sélection)
- (en) Victor Turchin et Thomas Willwacher, « Relative (non-)formality of the little cubes operads and the algebraic Cerf lemma », Amer. J. Math., vol. 140, no 2,‎ 2018, p. 277–316 (MR 3783210).
- (en) Ricardo Campos, Sergei Merkulov et Thomas Willwacher, « The Frobenius properad is Koszul », Duke Math.  Journal, vol. 165, no 15,‎ 2016, p. 2921–2989 (arXiv 1402.4048).
- (en) Thomas Willwacher, « M. Kontsevich’s graph complex and the Grothendieck-Teichmüller Lie algebra », Invent.  Math., vol. 200, no 3,‎ 2015, p. 671–760.